# Вільям Ендрю Мюррей Бойд (письменник)
Вільям Ендрю Мюррей Бойд CBE FRSL (7 березня 1952) — шотландський прозаїк-романіст, автор оповідань і сценарист.

## Біографія
Вільям Бойд народився в Аккрі, Голд-Кост (сучасна Гана) в родині шотландських батьків, обидва з Файфу, має двох молодших сестер. Батько Олександр, лікар, який спеціалізувався на тропічній медицині, мати Бойда була вчителькою, переїхали до Голд-Кост у 1950 році, щоб керувати медичною клінікою в Університетському коледжі Голд-Кост, Легон (нині Університет Гани). На початку 1960-х сім'я переїхала до західної Нігерії, де батько Бойда обіймав аналогічну посаду в Ібаданському університеті.  Бойд провів своє дитинство в Гані та Нігерії і у дев'ятирічному віці пішов до підготовчої школи, потім до школи Гордонстоуна в Шотландії, потім до Університету Ніцци у Франції. Університет Глазго, де він отримав ступінь магістра (з відзнакою) з англійської мови та філософії. Також закінчив Коледж Ісуса в Оксфорді. Його батько помер від рідкісної хвороби, коли Вільяму було 26 років.
Між 1980 і 1983 роками Бойд був викладачем англійської мови в коледжі Святої Гільди в Оксфорді, і саме тоді він там був опублікований свій перший роман «Хороша людина в Африці» (1981). Також був телевізійним критиком для New Statesman між 1981 і 1983 роками .
У 2005 році Вільям Бойд був призначений командором Ордена Британської імперії за заслуги в літературі. Він є членом Королівського літературного товариства та офіцером Ордену мистецтв і літератури. Він отримав почесний ступінь доктора літератури в університетах Сент-Ендрюс, Стерлінг, Глазго та Данді, а також є почесним співробітником Ісусового коледжу в Оксфорді. Також, Вільям є членом Chelsea Arts Club.
Вільям познайомився зі своєю дружиною Сьюзан, коли вони обоє навчалися в Університеті Глазго. Дружина працювала редактором, потім сценаристом. Володіє будинком у Челсі, Лондон, а також фермою та виноградником (під власною назвою Château Pecachard) у Бержеракі в Дордоні на південному заході Франції.
У серпні 2014 року Вільям Бойд був одним із 200 громадських діячів, які підписали лист до The Guardian, виступаючи проти незалежності Шотландії напередодні вересневого референдуму з цього питання.

## Праці

### Романи
У 1983 році Вільям Бойд був обраний одним із 20 «Найкращих молодих британських романістів» у рекламній акції, проведеній журналом Granta та Радою книжкового маркетингу. Серед романів Бойда: «Хороша людина в Африці», дослідження британського дипломата, схильного до катастроф, який працює в Західній Африці, за яке він отримав премію Whitbread Book і премію Сомерсета Моема в 1981 році; «Війна морозива» на тлі кампаній Першої світової війни в колоніальній Східній Африці, яка отримала премію Джона Ллевеліна Ріса та потрапила до короткого списку Букерівської премії за художню літературу в 1982 році; Пляж Браззавіль, опублікований у 1991 році розповідає про вченого, який досліджує поведінку шимпанзе в Африці; і Будь-яке людське серце, написаний у формі щоденники вигаданого чоловіка, британського письменника XX століття, який отримав Prix Jean Monnet de Littérature Européenne і був включений до довгого списку Букерівської премії в 2002 році. Розповідь «Неспокійна» про молоду жінку, яка дізнається, що її мати була завербована в шпигуни під час Другої світової війни, була опублікована в 2006 році та отримала нагороду «Роман року» на конкурсі Costa Book Awards 2006. Роман «В очікуванні світанку» була опублауована в 2012 році, потім «Соло» у 2013 році, в 2015 році була видана «Солодка ласка» — четвертий роман, який Бойд написав від імені жінки. Його шістнадцятий роман «Тріо» опублікований в 2020 році.

#### Соло, роман про Джеймса Бонда
У квітні 2012 року спадок Яна Флемінга оголосив, що Бойд напише наступний роман про Джеймса Бонда. Дія книги «Соло» розгортається в 1969 році; її опублікував Джонатан Кейп у Великобританії у вересні 2013 року. Бойд використовував творця Бонда Яна Флемінга як персонаж у своєму романі «Будь-яке людське серце». Флемінг вербує головного героя книги, Логана Маунтстюарта, до британської військово-морської розвідки під час Другої світової війни.

### Розповіді (коротка проза)
Було опубліковано кілька збірок оповідань Вільяма Бойда, а саме «На вокзалі Янкі» (1981), «Доля Наталі «Ікс» (1995), «Зачарування» (2004) і «Сни Бетані Мелмот» (2017). У передмові до «Коханця мрії» (2008) Бойд каже, що, на його думку, форма оповідання була ключовою для його становлення як письменника.

### Нон-фікшн
«Протобіографія», автобіографічний твір Бойда, який згадує своє раннє дитинство, спочатку був опублікований у 1998 році Bridgewater Press обмеженим тиражем. Видання Penguin Books 2005 року в м'якій палітурці. В 2005 році було видано збірку публіцистичних та інших нон-фікшн Бойда під назвою Bamboo.

### Рецензії на книги
| рік      | Оглядова стаття | Переглянуті роботи |
| -------- | --------------- | ------------------ |
| 2020 рік |                 |                    |